# Strandquist (Minnesota)
Strandquist est une ville américaine située dans le Comté de Marshall, dans le Minnesota. Selon le recensement de 2010, sa population est de 69 habitants.